# Helge Holmlund
Helge Karl Sixten Holmlund, född 13 mars 1911 i Gummark i Västerbottens län, död 15 februari 1989 i Kåge, var en svensk målare, grafiker och skulptör.
Han var son till smeden Karl Viktor Holmlund och Vilma Vahlberg och från 1934 gift med Anna Teresia Svanborg. Holmlund arbetade först som smed och svetsare vid Rönnskärsverken men 1943 bestämde han sig för att ägna sig helt åt konsten. Han studerade vid Otte Skölds målarskola i Stockholm 1947, samtidigt deltog han i kvällskurser vid Lena Börjesons skulpturskola. Han debuterade i en samlingsutställning i Skellefteå 1947 och medverkade därefter i samlingsutställningar i Kiruna, Malmberget, Boden, Luleå och Stockholm. Tillsammans med Lennart Hamberg ställde han ut i Skelleftehamn 1950. Bland hans offentliga arbeten märks dekorativa målningar i Ursvikens kyrka och Kalvträsk kyrka, ett glasfönster i Sävenes kapell, några trapphus för Svenska riksbyggen, väggmålningar i Nysätra folkskola och Västerbottens fornminnesförenings byggnad Nordanå i Skellefteå. Han tilldelades 1969 resestipendium till St Barthélemy i Västindien. Hans konst består av stillebenporträtt, allegoriska kompositioner, fantasilandskap samt träsnitt, porslinsmålning och mindre skulpturer i terrakotta.